# Marvel Tales
Marvel Tales è il nome di due serie a fumetti pubblicate negli Stati Uniti d'America dalla Atlas Comics negli anni cinquanta e dalla Marvel Comics dagli anni sessanta in poi.

## Storia editoriale
La prima serie esordì ad agosto 1949 sostituendo Marvel Mystery Comics che era stata interrotta a giugno col n. 92, continuandone la numerazione; venne edita fino ad agosto 1957 quando chiuse col n. 159. La seconda serie venne edita invece dalla Marvel Comics ed esordì come serie annuale a gennaio 1964 della quale vennero pubblicati due numeri fino a quando a luglio 1966, col n. 3, divenne bimestrale e da agosto 1972 divenne mensile; la serie si concluse a novembre 1994 col n. 291.